# Siniperca chuatsi
Siniperca chuatsi, el peix mandarí o perca xinesa (Siniperca significa precisament "perca xinesa"), és una espècie de perca nativa del riu Amur i d'altres rius de la Xina. T'una boca molt grossa i les escates arrodonides. Pot arribar a fer 70 cm de llargada i un pes rècord de 8 kg. És una espècie de peix amb importància comercial i també es cria en l'aqüicultura.
És un menjar molt popular a la Xina. El seu nom xinès (鳜鱼) aparix en molts poemes i llibres.